# Erromenus plebejus
Erromenus plebejus là một loài tò vò trong họ Ichneumonidae.